# کاتسویوکی هیرانو
کاتسویوکی هیرانو (انگلیسی: Katsuyuki Hirano؛ زادهٔ ۱۹۶۴ (۶۰–۶۱ سال)) کارگردان فیلم، و فیلم‌نامه‌نویس اهل ژاپن است.